# Angličtina jako lingua franca
Angličtina jako lingua franca (anglicky English as a lingua franca) je použití anglického jazyka jako globální prostředek komunikace mezi komunitami, například mezi dvěma osobami, u nichž angličtina není mateřským jazykem. Postavení anglického jazyka je takové, že byl přijat jako světová lingua franca pro komunikaci v téměř všech oborech: ve vědě a technice, v mezinárodním obchodu, turistice, médiích či v diplomacii. Konkrétně se používá například pro komunikaci v olympijském sportu, v řízení letového provozu či při běžné komunikaci.
Celkem 70 % procent světové pošty a 80 % všech počítačových a internetových informací je napsáno v angličtině a jako druhým jazykem jí k roku 2014 hovořilo na různých úrovních pokročilosti až 1,4 miliardy lidí na celém světě. Za důvod popularity angličtiny se považuje její relativní jednoduchost a snadná gramatika.
V Česku se angličtina plošně vyučuje od roku 1989 a úroveň její znalosti napříč populací stále stoupá.

## Historie
Angličtina jako lingua franca začala fungovat ve velkém měřítku po druhé světové válce. Pravděpodobně byla zvýhodněna pozicí anglicky mluvících zemí v závěru války. Moderní trend používat angličtinu je ovlivněn rozlohou Britského impéria, ale zřejmě byl urychlen ve věku elektronických medií skrz enormní anglofonní „kulturní export“ z USA, především filmy a hudba. Angličtina se stala prvním lingua francou, který je používán jak v psané, tak v mluvené formě i v počítačovo-médiové komunikaci.
Mezník v uznání dominance angličtiny přišel v roce 1995, kdy, při přístupu Rakouska, Finska a Švédska, se angličtina připojila k francouzštině jako jeden z pracovních jazyků Evropské unie. Také mnoho Evropanů mimo EU přijalo angličtinu jako svou lingvu franku (např. Švýcarsko).